# Mundelsheim
Mundelsheim là một thị xã ở bang Baden-Württemberg. Đô thị này tọa lạc bên sông Neckar, một con sông chảy vào Rhine. Đô thị này tọa lạc trong huyện Ludwigsburg. Dân số cuối năm 2006 là 3174 người.